# Hemithyrsocera robertsi
Hemithyrsocera robertsi es una especie de cucaracha del género Hemithyrsocera, familia Ectobiidae.

## Distribución
Esta especie se encuentra en Papúa Nueva Guinea.